# Liverton United FC
El Liverton United FC es un equipo de fútbol de Inglaterra que juega en la Devon Football League, la séptima división de fútbol en el país.

## Historia
Fue fundado en el año 1902 en la ciudad de Ilsington en Devon como parte de la South Devon League en los años 1920, la 12.ª división nacional. En 2007 fue uno de los equipos fundadores de la South West Peninsula League antes de fundar la División 1 Este. Dos años después ganan la Devon Premier Cup por primera vez.
En 2019 pasó a ser uno de los equipos fundadores de la Devon Football League.

## Palmarés
- South West Peninsula League
  - Division One East: 2

2010–11, 2011–12
- Charity Vase: 1

2011–12
- Devon Premier Cup: 2

2010–11, 2011–12